# Wapen van Firdgum

Wapen van Firdgum

Het wapen van Firdgum is het dorpswapen van het Nederlandse dorp Firdgum, in de Friese gemeente Waadhoeke. Het wapen werd in 2013 in geregistreerd.

## Beschrijving
De blazoenering van het wapen in het Fries luidt als volgt:
yn goud in lizzend read karretsjil, boppe beselskippe fan twa blauwe flaaksblommen mei in gouden knop neist elkoar; in blau skyldhaad, belein mei in gouden nôtier, mei de stâle nei lofts.
De Nederlandse vertaling luidt als volgt: 
in goud een liggend rood karrenwiel, boven vergezeld van twee blauwe vlasbloemen met een gouden knop naast elkaar; een blauw schildhoofd, belegd met een gouden korenaar, met de steel naar links.
De heraldische kleuren zijn: goud (goud), keel (rood) en azuur (blauw).

## Symboliek
- Karrenwiel: ontleend aan het wapen van het geslacht Van Camstra, dat de plaatselijk Camstra State bewoonde. Tevens is het een symbool voor de landbouw.[1]
- Vlasbloemen: verwijst naar de vlasteelt.[1]
- Korenaar: duidt op de korenschoof in het wapen van Barradeel, de gemeente waar het dorp eertijds deel van uitmaakte.[1]

Het wapen van Van Camstra.
Het wapen van Barradeel.

## Zie ook

Vlag van Firdgum